# Floris van Wevelinkhoven
Floris van Wevelinkhoven (ca. 1330 - Kasteel Hardenberg, 4 april 1393) was bisschop van Münster van 1364 tot 1379 en van Utrecht van 1379 tot 1393.
Floris van Wevelinkhoven, afkomstig uit de hoge adel, begon zijn loopbaan in het bisdom Keulen, waar hij opklom tot vicedeken van het domkapittel (1356). Hij werd door de paus tot bisschop van Münster benoemd als gevolg van een stoelendans, waarbij de Luikse bisschop Engelbert III van der Mark naar Keulen werd overgeplaatst, de Utrechtse bisschop Jan van Arkel naar Luik en de Münsterse bisschop Jan van Virneburg naar Utrecht. Dit soort bewegingen kwamen toen veelvuldig voor omdat de paus bij elke bisschopsbenoeming een soort belasting, de servitia, ontving. In Münster bestreed Floris de opstandige adel en stelde financieel orde op zaken. Hij sloot er in 1368 de eerste Landesvereinigung met de Staten.
In 1379 vond er weer een verschuiving van bisschopszetels plaats: Arnold van Horne werd door paus Urbanus VI van Utrecht naar Luik overgeplaatst en Floris van Münster naar Utrecht. Ondanks zijn gevorderde leeftijd bij zijn aantreden in Utrecht (rond de 50 jaar) toonde Floris zich ook hier een kundig en krachtdadig bestuurder, een goed organisator en diplomaat, die zich verzekerd wist van de steun van zijn onderdanen.
Allereerst moest hij afrekenen met een tegenkandidaat, de door tegenpaus Clemens VII benoemde Reinoud van Vianen (zie aldaar). Het begin van zijn regeerperiode werd verder bemoeilijkt door de opgelaaide partijstrijd in Utrecht, die eindigde met de verbanning van de Gunterlingen in 1380.
Eenmaal in het zadel pakte hij, net als Jan van Arkel dat eerder had gedaan, de oproerige ridders in het Sticht aan met steun van de steden en de kapittels, en vergrootte zo zijn landsheerlijk gezag. Zijn voorganger Arnold had vanwege de hoge schuldenlast van het bisdom veel kastelen moeten verpanden, maar Floris wist ze gewapenderhand te heroveren. In het geval van het kasteel van Montfoort lukte dat pas na een belegering van vijf maanden. Hoewel hij later toch weer enkele kastelen en ambten moest verpanden om aan geld voor zijn campagnes te komen, mag zijn bewind als wereldlijk vorst geslaagd genoemd worden.
In het Westers Schisma stond Floris aan de zijde van paus Urbanus VI. Hij stond aanvankelijk sympathiek tegenover de ideeën van Geert Grote, maar legde hem toch een spreekverbod op, daartoe aangemoedigd door diens tegenstanders. Later begunstigde hij echter de kloosters van de Moderne Devotie, zoals dat in Windesheim.
Floris van Wevelinkhoven is begraven in de Dom van Utrecht. Een grafsteentje op het hoogkoor herinnert daaraan.
In 2008 werd een plein in Hardenberg naar hem vernoemd: Het van Wevelinckhovenplein. In Zwolle en Vollenhove is een straat naar hem vernoemd.
- Gemeinsame Normdatei: 100941362
- Virtual International Authority File: 47118978